# Gerry Studds
Gerry Eastman Studds (Mineola, 12 de mayo de 1937-Boston, 14 de octubre de 2006) fue un congresista demócrata estadounidense de Massachusetts que sirvió desde 1973 hasta 1997. Fue el primer miembro del Congreso abiertamente gay. En 1983 fue censurado por la Cámara de Representantes luego de que admitiera una relación consensuada con un paje de 17 años.

## Primeros años
Gerry Studds, nacido en Mineola, Nueva York, era descendiente de Elbridge Gerry, el gobernador de Massachusetts a quien se recuerda con la palabra 'gerrymander'. Hijo de Elbridge Gerry Eastman Studds (un arquitecto que ayudó a diseñar la FDR Drive en la ciudad de Nueva York) y su esposa, Beatrice Murphy, tenía un hermano, Colin Studds, y una hermana, Gaynor Studds (Stewart). Studds asistió a la escuela primaria y secundaria en Derby Academy.
Asistió a la Universidad de Yale, recibiendo una licenciatura en historia en 1959 y una maestría en 1961. Mientras estuvo en Yale, fue miembro de St. Anthony Hall. Después de graduarse, Studds fue oficial del servicio exterior en el Departamento de Estado y luego asistente en la Casa Blanca de John F. Kennedy, donde trabajó para establecer un Cuerpo de Paz nacional. Más tarde, se convirtió en maestro en la St. Paul's School en Concord (Nuevo Hampshire). En 1968, desempeñó un papel clave en la campaña del senador estadounidense Eugene McCarthy en las primarias presidenciales de Nuevo Hampshire.

## Carrera en el Congreso de los Estados Unidos
Studds se postuló por primera vez para el Congreso en 1970, pero perdió ante el representante republicano en funciones, Hastings Keith, en una elección reñida. En 1972, cuando Keith no se postuló para la reelección, Studds ganó el escaño del distrito 12 del Congreso. Se mudó al escaño del décimo distrito después de la redistribución de distritos en 1983.
Studds fue una figura central en el escándalo sexual de los pajes del Congreso de 1983, cuando él y el representante Dan Crane fueron censurados por separado por la Cámara de Representantes por una relación inapropiada con un paje del Congreso; en el caso de Studds, una relación sexual de 1973 con un hombre de 17 años. Durante el curso de la investigación del Comité de Ética de la Cámara, Studds reconoció públicamente su homosexualidad, una revelación que, según un artículo de The Washington Post, "aparentemente no era noticia para muchos de sus electores". Studds declaró en un discurso ante la Cámara: "No es una tarea sencilla para ninguno de nosotros cumplir adecuadamente con las obligaciones de la vida pública o privada, y mucho menos de ambas, pero estos desafíos se vuelven sustancialmente más complejos cuando uno es, como yo soy, tanto un funcionario público electo como gay". Reconoció que había sido inapropiado entablar una relación con un subordinado y dijo que sus acciones representaron "un error de juicio muy grave".
El 20 de julio de 1983, la Cámara votó para censurar a Studds, con una votación de 420-3. De espaldas a los demás miembros, Studds se enfrentó al Portavoz que estaba leyendo la moción. Además de votar la censura, el liderazgo demócrata despojó a Studds de su presidencia del Subcomité de la Marina Mercante de la Cámara. (Siete años más tarde, en 1990, Studds fue nombrado presidente del Comité de Marina Mercante y Pesca de la Cámara de Representantes). Studds recibió dos ovaciones de pie de parte de sus partidarios en su distrito natal en su primera reunión municipal luego de la censura del Congreso.
Studds defendió su participación sexual como una "relación consensuada con un adulto joven". Dean Hara, con quien Studds se casó en 2004, dijo después de la muerte de Studds en 2006 que su esposo nunca se había avergonzado de la relación. "Este joven sabía lo que estaba haciendo", dijo Hara. En testimonio a los investigadores, la página describió la relación como consentida y no intimidante.
Aunque Studds dijo que no estaba de acuerdo con los hallazgos del comité sobre conducta sexual inapropiada, renunció a su derecho a audiencias públicas sobre las acusaciones para proteger la privacidad de los involucrados:

"... Lo que más tengo en mente es la necesidad de proteger, en la medida de lo posible dada la acción del comité, la privacidad de otras personas afectadas por estas acusaciones", dijo Studds. "Esos individuos tienen derecho a la privacidad personal que sería inevitable e irremediablemente destrozado si yo insistiera en audiencias públicas...".
Studds dijo que decidir no tener una audiencia "me presentó la decisión más difícil que he tenido que tomar en mi vida".

Studds fue reelegido para la Cámara seis veces más después de la censura de 1983. Luchó por muchos temas, incluidos los ambientales y marítimos, el matrimonio entre personas del mismo sexo, la financiación para la lucha contra el SIDA y los derechos civiles, en particular para gays y lesbianas. Studds se opuso abiertamente al sistema de defensa antimisiles de la Iniciativa de Defensa Estratégica, que consideró un desperdicio e ineficaz, y criticó el apoyo secreto del gobierno de los Estados Unidos a los combatientes de la Contra en Nicaragua.

## Años posteriores y muerte
Después de retirarse del Congreso en 1997, Studds trabajó como cabildero para la industria pesquera. Studds trabajó anteriormente durante dos años como director ejecutivo del New Bedford Oceanarium, una instalación que aún está en desarrollo.
Studds y su pareja Dean T. Hara (juntos desde 1991) se casaron en Boston el 24 de mayo de 2004, una semana después de que Massachusetts se convirtiera en el primer estado del país en legalizar el matrimonio entre personas del mismo sexo.
El Santuario Marino Nacional Gerry E. Studds Stellwagen Bank, que se encuentra en la desembocadura de la Bahía de Massachusetts, lleva el nombre de Studds.
En 2006, el escándalo del paje de Mark Foley volvió a destacar el nombre de Studds, ya que los expertos de los medios compararon las acciones de Foley y el Congreso en 2006 con las de Studds y el Congreso en 1983.
Studds murió el 14 de octubre de 2006 en Boston, a los 69 años, varios días después de sufrir una embolia pulmonar. Debido a la prohibición federal del matrimonio entre personas del mismo sexo, Hara no era elegible, tras la muerte de Studds, para recibir la pensión proporcionada a los cónyuges sobrevivientes de los exmiembros del Congreso. Más tarde, Hara se unió a una demanda federal, Gill v. Office of Personnel Management, que impugnó con éxito la constitucionalidad de la sección 3 de la Ley de Defensa del Matrimonio.
En una demanda de 2018, Studds fue acusado de conducta sexual inapropiada hacia los estudiantes de la escuela Saint Paul en Concord, NH, mientras era maestro allí en la década de 1960.
En agosto de 2019, Studds fue uno de los homenajeados en el Rainbow Honor Walk, un paseo de la fama en el vecindario Castro de San Francisco que destaca a las personas LGBTQ que "han hecho contribuciones significativas en sus campos".